# Верх-Исетский завод
Верх-Исетский завод был основан в 1726 году, в двух верстах от Екатеринбурга выше по течению Исети. Оригинальное название —  Верх-Исетский казённый Цесаревны Анны железоделательный завод .

## История
В 1725—1726 году для завода строилась плотина, которая образовала Верх-Исетский пруд.
Рождение Верх-Исетского завода состоялось 8 (19) ноября 1726 года. Инициатором строительства был сподвижник Петра I и опытнейший специалист горнозаводского дела Вильгельм де Геннин. Благодаря его личному участию в опытах по плавке руд, уже в первые годы существования завода верх-исетское железо обрело широкую известность отличным качеством. Возможно именно поэтому, уже через три года после основания Екатеринбурга было создано производство для обработки чугуна. Верх-Исетский завод поначалу служил вспомогательным для Екатеринбургского завода, переплавлял из чугуна железо на своих молотовых фабриках, и в случае необходимости спускал для Екатеринбурга воду из более крупного Верх-Исетского пруда, а позже стал самостоятельным предприятием.

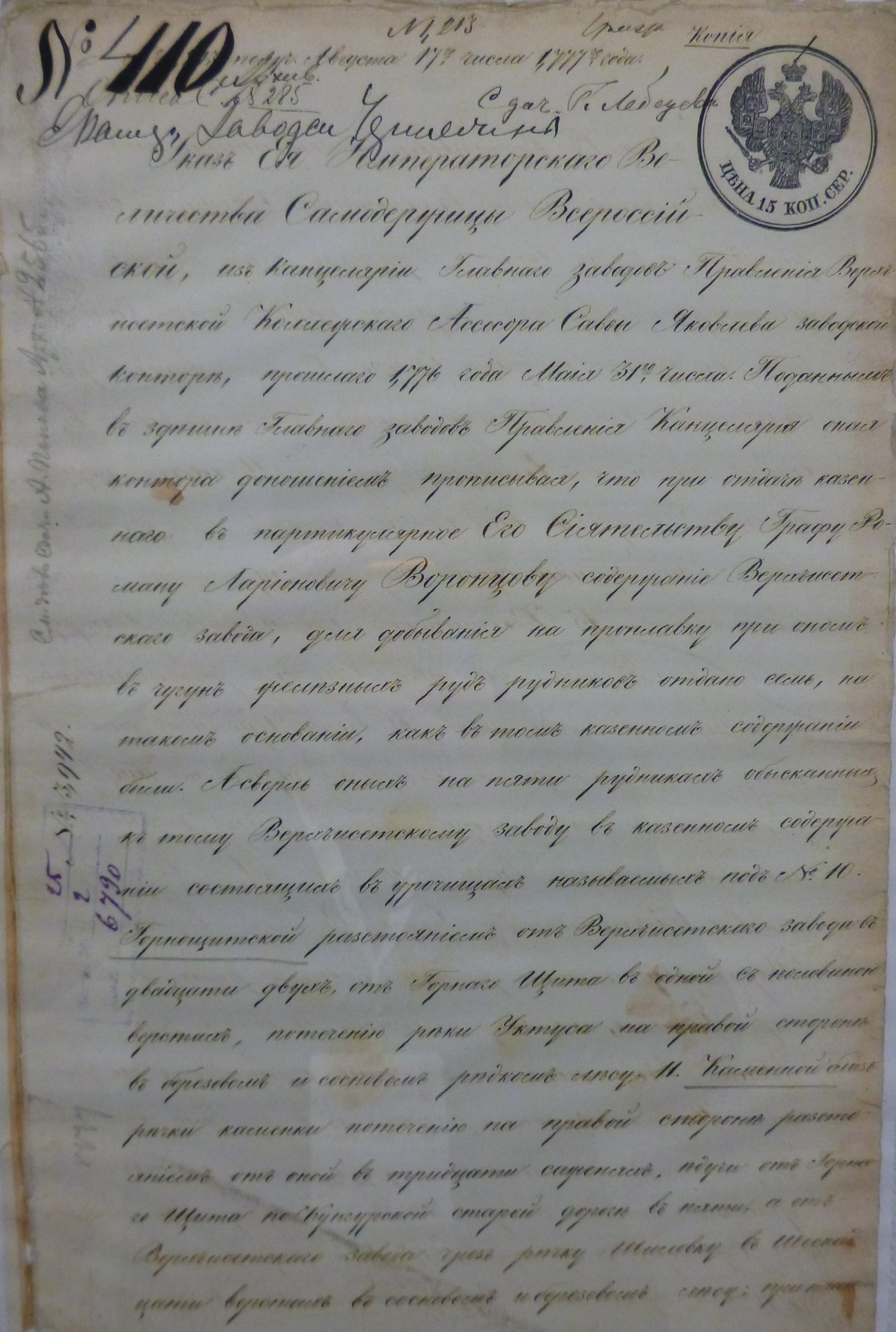
Указ о продаже завода Яковлеву от 17 августа 1774 года

В 1758 году завод был отдан в содержание Роману Воронцову за 35712 руб. 29 ¼ коп. Граф Роман Воронцов продал завод в 1774 году Савве Яковлеву за 200 тысяч рублей.
23 сентября 1798 года был издан указ Берг-коллегии, который учредил Главное Верх-Исетское заводское правление, находившееся на Верх-Исетском заводе и осуществлявшее управление Верх-Исетским горным округом.
В начале XIX века кровельное железо производства Верх-Исетского металлургического завода с маркой «А. Я.-Сибирь» и клеймом соболя приобретает мировую известность. И сегодня в Англии есть дома, крытые железом производства Верх-Исетского завода. В Екатеринбурге до 2020 года оставался дом из посёлка, построенного заводом для рабочих в конце XIX века.
С 1905 здесь появились социал-демократические кружки, где, в числе прочих, работал Я. М. Свердлов. В 1906 здесь находилась подпольная типография Уральского комитета РСДРП; при её провале было арестовано несколько человек. В феврале 1908 снова провалилась ещё одна большевистская типография, напечатавшая 1.200 экземпляров первого номера газеты «Рабочий».
С 1908 года заводом владело Акционерное общество. в 1914 году на предприятии впервые в России было освоено производство анизотропной (динамной) стали, что ознаменовало начало специализации предприятия на выпуске горячекатаного электротехнического металла.
После октябрьского переворота, 4 января 1918 года, завод был национализирован и получил название «Красная кровля».
В 1922 году запущены мартеновский и крупносортный цеха. В 1929 году введён эксплуатацию новый первый полностью электрифицированный динамный цех, в результате чего горячекатаная электротехническая сталь стала основным видом продукции. В 1930 году в связи с переходом на выпуск трансформаторной стали переименован в Верх-Исетский металлургический завод. Уже к середине 30-х годов XX века предприятие полностью обеспечивало потребности электротехнической промышленности страны. В 1932 году построен новый сталеплавильный цех.
В 1934—1937 гг. носил имя действующего председателя обкома И. Д. Кабакова.
18 мая 1942 года завод награждён орденом Трудового Красного Знамени за образцовое выполнение заданий правительства по производству специальных сталей для нужд обороны.
В 1947 году заводом освоен выпуск трансформаторного листа толщиной 0,1—0,2 мм. За выполнение этого правительственного заказа были удостоены Государственной премии А. Л. Гольдман, А. В. Серебренников, Н. В. Жуков, Б. И. Чернавин.
В 1973 году был введён в эксплуатацию крупнейший в Европе комплекс цеха по производству холоднокатаной трансформаторной стали. Это стало началом специализации предприятия на выпуске холоднокатаного электротехнического металла. Спустя пять лет после этого предприятие первым в стране освоило выпуск холоднокатаной изотропной (трансформаторной) стали.
В 1976 году завод награждён орденом Октябрьской Революции.
1 июля 1998 года на базе комплекса по производству холоднокатаной электротехнической стали открытого акционерного общества «Верх-Исетского металлургического завода» (ОАО «ВИЗ») образовано Общество с ограниченной ответственностью «ВИЗ-Сталь». При этом производственно-управленческие структуры обоих обществ во многом схожи, все основные виды деятельности, системы обслуживания и обеспечения, а также кадровый состав остаются без изменения. Все виды организационного и производственного взаимодействия обществ урегулированы и регламентируются договором о порядке оказания взаимных услуг, а действие всей управленческой документации ОАО «ВИЗ» приказом распространено на сферы функционирования ООО «ВИЗ-Сталь».
С 2008 года ОАО «ВИЗ» является дочерним предприятием ООО «ВИЗ-Сталь» и входит в группу компаний НЛМК.

## Руководство
- 1798—1823 — Зотов, Григорий Федотович
- 1823—???? — Китаев, Егор Артемьевич
- 1895—1905 — Фотиев, Фёдор Афанасьевич
- 1919—1924 — Давыдов, Николай Михайлович
- 1924—1926 — Семёнов, Василий Иванович[8]
- 1927 (декабрь) — 1930 (январь) — Давыдов Николай Михайлович
- 1930—1937 (апрель) — Колгушкин, Филумент Тимофеевич
- 1937 (апрель) — 1938 — Горбачёв, Емельян Григорьевич
- 1938—1940 — Щербаков, Семён Капитонович
- 1941—1951 — Радкевич, Фёдор Александрович
- 1953—1955 — Журавлёв, Серафим Александрович
- 1955—1972 — Чернавин, Борис Иванович
- 1972—1988 — Ожиганов, Владимир Сергеевич
- 1988—1999 — Кавтрев Владислав Михайлович
- 1999—2008 — Подковыркин, Михаил Иванович
- 2008 — 16.01.2018 — Шевелёв, Валерий Валентинович — по совместительству
- 16.01.2018 (и. о.), 10.07.2018 — н.в. — Доронин, Евгений Сергеевич

### Директора ООО «ВИЗ-Сталь»
- 1998—2002 — Кавтрев Алексей Владиславович[9]
- ??.03.2002 — 2006 — Массимо Денти[10][11][12]
- 2006 — 06.07.2007 — Шевелёв, Валерий Валентинович
- 06.07.2007 — 01.01.2010 — Демаков, Александр Васильевич[13]
- 01.01.2010 — ??.08.2013 — Макуров, Сергей Анатольевич
- ??.08.2013 — ??.01.2019 — Шевелёв Валерий Валентинович[14]
- ??.01.2019 — 01.10.2021 — Ольков Станислав Александрович[15]
- 01.10.2021 — н.в. — Паршаков Борис Васильевич[16]

## Факты
Сотрудник завода Николай Сергеевич Черных, старший вальцовщик листопрокатного цеха, в 1958 году был удостоен звания Герой Социалистического Труда.